# Željko Burić
Željko Burić (Šibenik, 15. srpnja 1955.) hrvatski je oftamolog i političar, gradonačelnik Šibenika od 2013. Prije gradonačelničke dužnosti obnašao je dužnost ravnatelja Opće bolnice Šibensko-kninske županije u Šibeniku.
Godine 2013. izrabran je za gradonačelnika kao kandidat koalicije HDZ-a, HSP-AS-a, HSS-a i HČSP-a.